# Elizabeth Gould (Illustratorin)

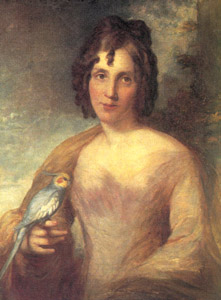
Porträt von Elizabeth Gould; auf ihrer rechten Hand sitzt ein Nymphensittich
(Nymphicus hollandicus)

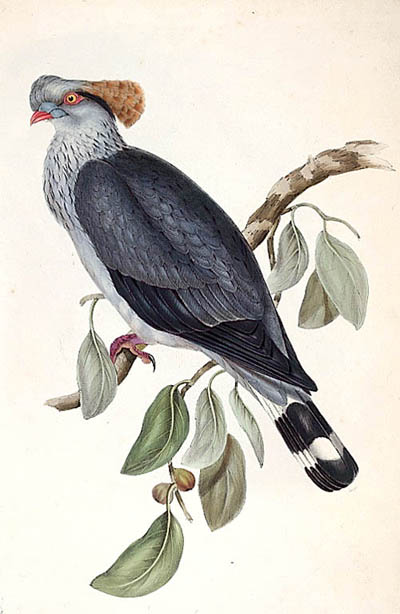
Hauben-Fruchttaube (Lopholaimus antarcticus), Lithografie aus The Birds of Australia vol. V, 1848

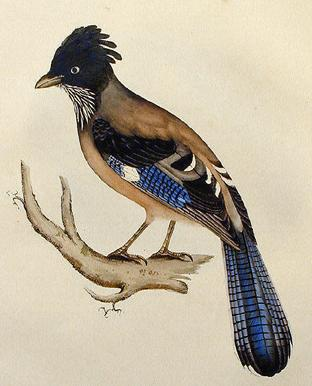
Strichelhäher
(Garrulus lanceolatus),
Lithografie aus A Century of Birds from the Himalaya Mountains, 1831

Elizabeth Gould (* 18. Juli 1804 in Ramsgate, England; † 15. August 1841 in England) war eine britische Illustratorin und die Frau des Zoologen John Gould. Für seine ornithologischen Bücher fertigte sie viele Lithografien an. Ihre Arbeiten wurden jedoch überschattet durch den Ruhm ihres Mannes, so dass ihr Ansehen und ihre Bedeutung für das wissenschaftliche Werk von John Gould fast in Vergessenheit gerieten.

## Leben
Elizabeth Gould wurde in eine militärische Familie hineingeboren. Sie arbeitete als Erzieherin bei einer Familie in London und unterrichtete Latein, Französisch und Musik. Im Alter von vierundzwanzig Jahren heiratete sie John Gould, mit dem sie sieben Kinder hatte – drei Töchter (Eliza, Louisa und Sarah Gould) und vier Söhne (John, der in der Kindheit verstarb, John Henry, Franklin und Charles Gould).
Ihr Ehemann ermutigte sie, die neuen Druckverfahren der Lithografie zu erlernen. Für sein erstes Werk A Century of Birds from the Himalaya Mountains zeichnete sie nach Skizzen ihres Mannes Vogelzeichnungen auf große Kalksteinplatten. An diesen frühen Arbeiten ist noch die große Unerfahrenheit von Elizabeth Gould zu erkennen. Um ihre lithografische Technik zu verbessern, bekam sie Unterricht von John Goulds Mitarbeiter Edward Lear.
Ab Mai 1838 begleitete sie zusammen mit dem britischen Naturforscher John Gilbert ihren Mann auf seine Forschungsreise nach Australien und Tasmanien. Sie nahm ihren ältesten siebenjährigen Sohn mit und ließ die drei jüngsten Kinder in England zurück. Im September 1838 trafen sie auf Tasmanien ein und machten Bekanntschaft mit dem englischen Konteradmiral und Polarforscher Sir John Franklin und seiner Frau Jane Griffin (Lady Franklin). Bald darauf gebar sie ihr sechstes Kind in Hobart, Tasmanien. Sie benannte ihn nach John Franklin, in dessen Haus sie während ihres Aufenthalts oft verweilte, während John Gould Feldforschungen betrieb. Seine Ergebnisse setzte sie in dieser Zeit zeichnerisch um. Im August 1840 kehrte das Paar mit den beiden Kindern zurück nach England. Ihre Arbeit konnte sie nicht mehr vollenden. Sie starb im darauffolgenden Jahr am 15. August 1841 mit 37 Jahren nach der Geburt ihres siebten Kindes im Wochenbett.

## Lithografien
Elizabeth Gould fertigte mehr als 600 Lithografien und Zeichnungen von Vögeln, Säugetieren und Pflanzen an. Viele ihrer Werke wurden in den folgenden Publikationen ihres Mannes veröffentlicht:
- A Century of Birds from the Himalaya Mountains (1831 und 1832, 80 Platten)
- The Birds of Europe (1832–37, 449 Platten)
- A Monograph of the Ramphastidae, or Family of Toucans (1834, 34 Platten)
- A Monograph of the Trogonidae (1835–38, 36 Platten)
- A Synopsis of the Birds of Australia (1837–38, 73 Platten)
- The Birds of Australia (1837–41, 84 Platten)[1]
- Icones Avium (1837–38, 18 Platten)

Nach ihrem Tod bat John Gould, der selbst eher Unternehmer war als Zeichner, den Lithografen Henry Constantine Richter die Arbeit seiner Frau zu übernehmen. Viele Lithografien von Elizabeth Gould wurden von Richter für The Birds of Australia übernommen und unter seinem Namen publiziert.
Fälschlicherweise werden heute auch viele Arbeiten von Elizabeth Gould als Werke ihres Ehemanns beschrieben. John Gould beauftragte im Laufe der Zeit noch weitere Künstler für die Bilder seiner Werke, unter anderem Joseph Wolf und William Matthew Hart. Die meisten Zeichnungen stammen von einer Künstleragentur unter Gabriel Bayfield, die für John Gould von 1831 bis 1861 tätig war.

## Ehrungen
John Gould benannte die Gouldamadine (Chloebia gouldiae) nach ihr; Nicholas Aylward Vigors den Gould-Nektarvogel (Aethopyga gouldiae) und George Robert Waterhouse die Gould-Maus (Pseudomys gouldii).

## Nachwirkungen
- Rolf Dircksen/Jens Dircksen: Ich kenne die Vögel: Singvögel, Spechte, Rackenartige, Segler, Kuckucke, Fackelverlag, Olten/Stuttgart/Salzburg 1967 Zeichnungen von Elizabeth Gould und John Gould.

## Sonstige Weblinks
| Personendaten    | Personendaten           |
| ---------------- | ----------------------- |
| NAME             | Gould, Elizabeth        |
| KURZBESCHREIBUNG | englische Illustratorin |
| GEBURTSDATUM     | 18. Juli 1804           |
| GEBURTSORT       | Ramsgate, England       |
| STERBEDATUM      | 15. August 1841         |
| STERBEORT        | England                 |